# Sainte-Foy-Saint-Sulpice
Sainte-Foy-Saint-Sulpice är en kommun i departementet Loire i regionen Auvergne-Rhône-Alpes i centrala Frankrike. Kommunen ligger i kantonen Boën som tillhör arrondissementet Montbrison. År 2022 hade Sainte-Foy-Saint-Sulpice 565 invånare.

## Befolkningsutveckling
Antalet invånare i kommunen Sainte-Foy-Saint-Sulpice
| Referens: INSEE |